# Nicolai Eigtved
Nicolai Eigtved (Egtved, 1701 – Copenaghen, 1754) è stato un architetto danese.
Autore della piazza ottagonale di Amalienborg (1754), fu architetto di corte a Copenaghen dal 1735; ivi eresse il Prinzenpalais e iniziò la Marmorkirken.